# Pevensey
Pevensey és un poble i una parròquia civil al districte Wealden d'East Sussex, Anglaterra. El poble principal es troba a cinc milles (8 km) al nord-est d'Eastbourne, a una milla (1,6 km) terra endins de la badia de Pevensey. L'assentament de Pevensey Bay forma part de la parròquia. Va ser aquí on Guillem el Conqueridor va fer el desembarcament en la seva invasió d'Anglaterra el 1066 després de creuar el Canal de la Mànega des de Normandia.

## Geografia
Pevensey està situat sobre un esperó de sorra i argila, a uns 33 peus (10 m) sobre el nivell del mar. En època romana aquest esperó era una península que es projectava en una llacuna de marea i aiguamolls. Un petit riu, Pevensey Haven, recorre el costat nord de la península i originàriament hauria descarregat a la llacuna, però ara està en gran part envasat. La llacuna s'estenia terra endins fins al nord fins a Hailsham i cap a l'est fins a Hooe. Amb l'efecte de la deriva de la costa, aquesta gran badia va ser tallada gradualment del mar per les teules, de manera que els aiguamolls actuals són tot el que queda darrere de la platja de teules.
Els pantans, coneguts com a Pevensey Levels, cobreixen una àrea d'unes 47 milles quadrades (120 km²). Els pantans són un lloc d'especial interès científic i una gran reserva natural, propietat conjunta de Natural England i el Sussex Wildlife Trust. Hi ha moltes plantes i invertebrats rars a nivell nacional, inclosa l'aranya de la bassa. El lloc és molt fràgil i no es permet l'accés general.
Pevensey també és el punt d'inici del 1066 Country Walk, que és un sender de llarga distància que cobreix molts llocs històrics de la zona.

### Pevensey Bay
L'assentament de Pevensey Bay es troba darrere i sobre la platja de teules. Tot i que petit, no obstant això, és un centre balneari en miniatura i té moltes de les instal·lacions dels seus homòlegs més grans en altres llocs. És una badia argilosa, la qual cosa la fa susceptible a l'erosió amb el pas del temps. La platja de teules de la badia de Pevensey ofereix una important defensa contra les inundacions i els danys de les tempestes del mar per a una gran àrea de terra baixa més enllà. Hi ha dues torres Martello, construïdes el 1806 com a defenses costaneres napoleòniques. Abans de començar el desenvolupament es coneixia com Wallsend; el Castle Hotel del segle xvi, sol a la platja.

## Nom
L'evidència més antiga del nom Pevensey es troba en còpies posteriors de cartes datades als anys 788 i 790, i el nom es presenta en diverses formes, incloent Pefensea, Pæfensea and Pævenisel El nom significa "Riu de [un home anomenat] Pefen" i deriva del nom personal anglosaxó Pefen plus eã, "riu", presumiblement una referència al Pevensey Haven, ara en gran part envasat. Les grafies Pemse, Pemsey indiquen la pronunciació local [pimzi], [pemzi]

## Història

### El fort romà
Al segle iv dC, el sud i l'est de la província de Britànnia estaven sota atac freqüent de tribus bàrbares: incloent els jutes i els saxons. Per contrarestar aquests atacs, els romans van construir un total d'onze forts entre Essex i l'illa de Wight, ara coneguts com els forts saxons de la costa. El fort de Pevensey, construït entre el 300 i el 340 dC, es va anomenar Anderitum. Les primeres restes de pedra del lloc daten de l'època romana, inclosa la muralla exterior. El mar va arrossegar el que ara és Pevensey Marshes, envoltant el fort per tres costats.
Quan l'exèrcit romà va abandonar Gran Bretanya, la província va ser més vulnerable als atacs, primer dels jutes a l'est de Kent, i els britànics nadius romanitzats van intentar defensar la seva illa dels atacs. Seguint l'exemple dels jutes, els saxons van començar a envair Gran Bretanya de debò. Al voltant del 491, els saxons, possiblement liderats per Ælle de Sussex, van començar a colonitzar la costa sud i van assetjar Anderitum durant uns quants anys. Després d'una llarga lluita, les defenses britàniques van ser envaïdes. Alguns britànics restants a la costa sud van fugir cap al nord, d'altres van emigrar en vaixell al que ara s'anomena Bretanya i la zona es va convertir en el Regne dels Saxons del Sud, més tard anomenat Sussex. L'antic fort romà d'Anderida va ser cremat i deixat abandonat. Durant un temps el castell en ruïnes va ser conegut pels saxons com a Andredceaster i el Weald del sud d'Anglaterra, que s'estén a 120 milles (200 km) des d'Anderida fins a Dorset, va ser anomenat Andredsweald, el bosc d'Anderida.
El fort probablement va romandre abandonat fins que, l'any 1042, Harold Godwinson, més tard Harold II d'Anglaterra, va establir aquí una fortalesa, millorant les fortificacions excavant séquies dins dels murs del fort. L'exèrcit anglès va romandre al fort durant l'estiu de 1066 abans d'abandonar-lo per trobar-se amb els noruecs invasors més al nord.
Quan Guillem el Conqueridor va envair Sussex al setembre de 1066 no hi havia defensors a Pevensey i la badia va proporcionar un refugi segur per a la flota invasora.

### Castell

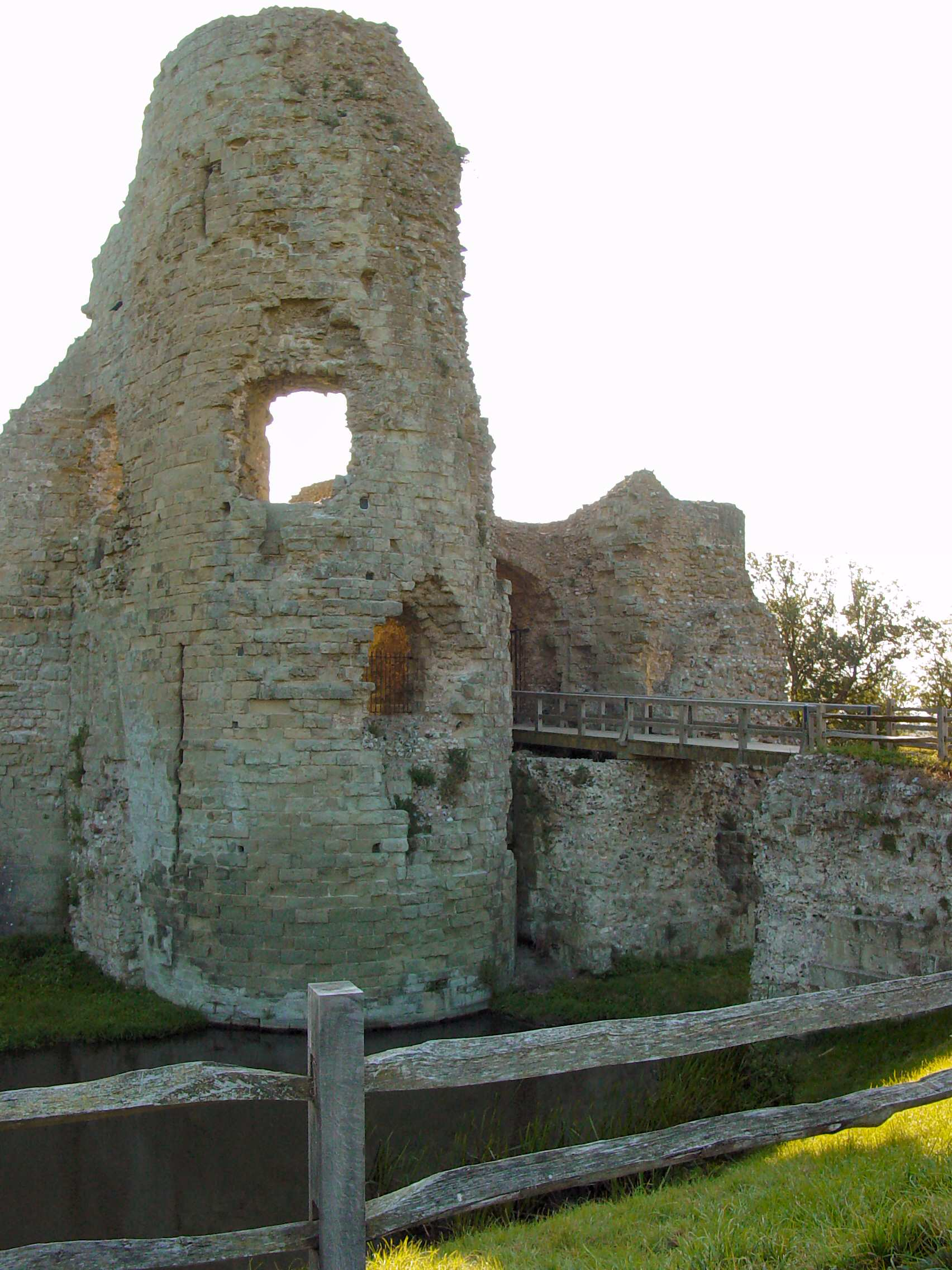
Les restes de la porteria del del recinte interior

A finals de 1066 el fort romà de Pevensey va ser ocupat pels normands; gran part de la pedra romana que encara existeix avui dia es deu en gran part al treball de Robert, comte de Mortain (mig germà de Guillem), a qui se li va concedir el castell de Pevensey poc després de la conquesta normanda. Robert de Mortain va utilitzar les restes com a base per a la construcció del seu castell, realitzant només petites reparacions a les parets que formen el recinte exterior, i construint un nou recinte interior a l'extrem oriental.
El castell va ser assetjat diverses vegades durant els segles XI-XIII. L'ordre de la reina Isabel I d'enderrocar-lo i un intent de demolició durant l'època puritana no van tenir èxit: l'ordre va ser ignorada i només es van treure algunes pedres en les dues ocasions. Tan tard com el 1942 es van fer petites addicions al castell per a la defensa de Gran Bretanya, quan es va utilitzar per detectar avions alemanys durant la Segona Guerra Mundial.
Avui el castell es troba en manteniment de l'English Heritage.

### La Liberty de Pevensey
La Liberty (o Lowey) de Pevensey era un antic i ara obsolet hundred, que contenia les parròquies de Westham i Pevensey. Estaven totalment dins dels nivells i junts es consideraven com a part del port d'Hastings, i en conseqüència tindrien dret a tots els privilegis i immunitats de què gaudien els Cinque Ports i no formaven part de la jurisdicció del comtat de Sussex. Això hauria estat així fins que el sistema de hundreds com a divisions de l'administració va ser abandonat al segle xix.

### Altres esdeveniments històrics
Al segle xvi, Pevensey es va convertir en el que es coneixia com una "extremitat no corporativa" dels Hastings, com a part de la Confederació dels Cinque Ports. Juntament amb la majoria dels altres ports, la seva importància va disminuir a mesura que els mateixos ports es van desconnectar del mar: Pevensey estava a dues milles (3,2 km) de distància.
Durant els segles xviii i xix, Pevensey Bay es va involucrar en el comerç de contraban de la costa sud, ja que era un dels llocs més fàcils per desembarcar el contraban. El 1833 es va produir un enfrontament violent entre els contrabandistes i els duaners a la badia de Pevensey.
Algunes de les més de 100 torres Martello es van erigir al llarg de les platges de la badia de Pevensey a principis del segle xix contra l'atac napoleònic.

## Govern
El 1207 el rei Joan va concedir a la ciutat una carta reial i va ser governada per Pevensey Corporation. Amb la disminució de la importància de la ciutat al segle xix, la Corporació es va dissoldre finalment el 1886 i la ciutat va perdre la seva condició de municipi. Els registres de la Corporació es mantenen a l'oficina de registres de l'East Sussex a Brighton, i es va formar un organisme voluntari, el Pevensey Town Trust, per gestionar la propietat que abans havia pertangut a la Corporació, sobretot l'Old Court House.
Pevensey és ara un poble, amb un consell parroquial format per dotze consellers electes. Tres consellers són elegits al Consell de Districte de Wealden per representar Pevensey; el membre del Parlament és Huw Merriman, que representa la circumscripció de Bexhill i Battle, de la qual Pevensey forma part. Pevensey també forma part del barri electoral anomenat Pevensey i Westham. La població d'aquest barri al cens del 2011 era de 9.467 habitants.

## Edificis religiosos

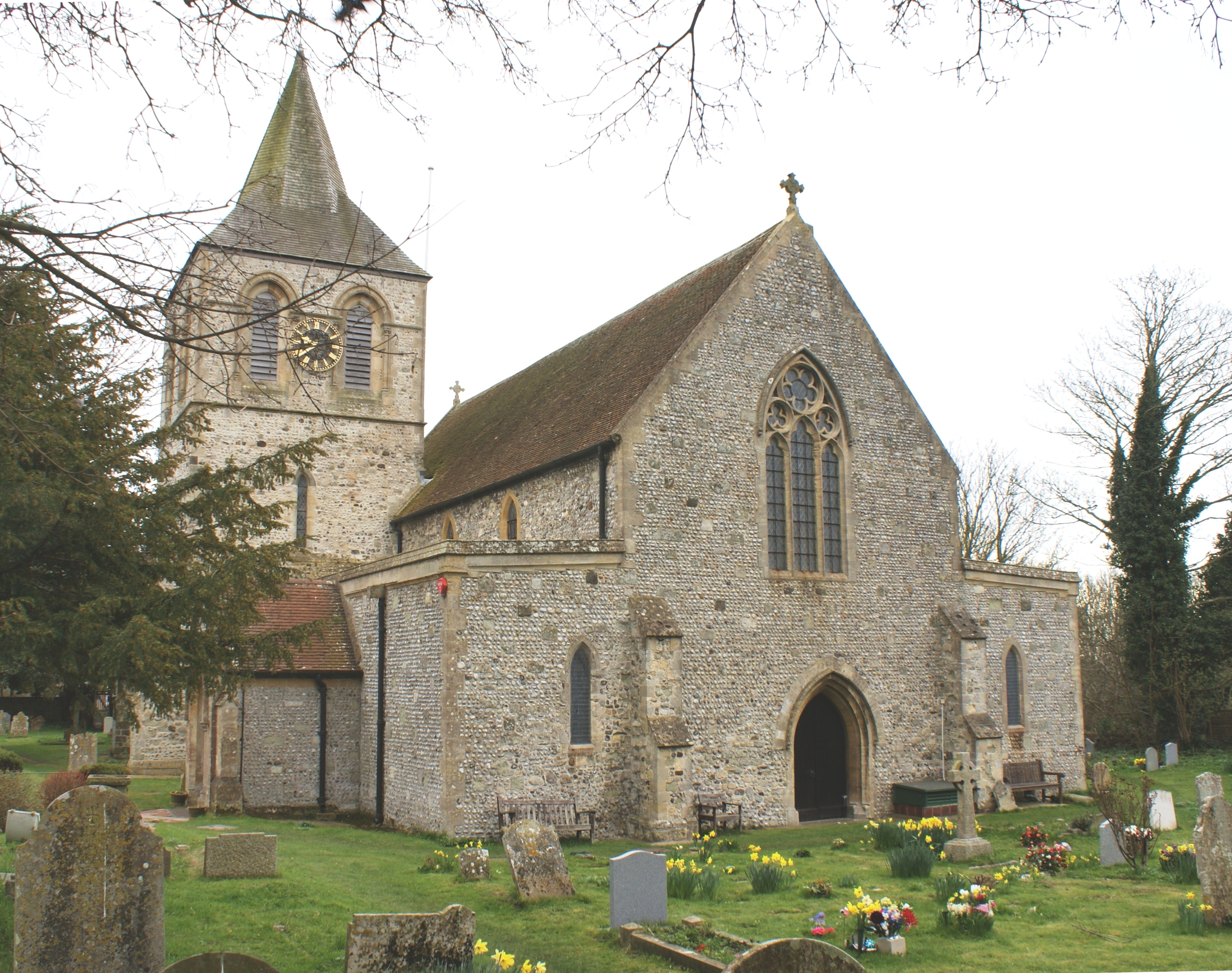
Sant Nicolau, del període inicial anglès, l'església parroquial anglicana de Pevensey.

Les esglésies i capelles de la parròquia són: l'església parroquial anglicana dedicada a Sant Nicolau; l'església de St Wilfrid, Badia de Pevensey; l'església metodista de Wesley, l'església lliure de la badia de Pevensey i l'església catòlica de Holy Rood, a la badia de Pevensey.

## Transport
La carretera A259 passa per Pevensey. Dues estacions de ferrocarril donen servei a la zona: Pevensey i Westham i Pevensey Bay .

## Esport
El Pevensey Bay Sailing Club ofereix una varietat de classes d'embarcacions: el club va tenir un paper destacat en el desenvolupament dels vaixells de cursa National 12 i Merlin Rocket Development Class a la dècada del 1970, quan era el club local de Phil Morrison, el dissenyador britànic de iots i pare de Stevie Morrison, un regatista olímpic britànic de 49er als jocs del 2008. El poble també té un equip de cricket local.

## Cultura
- J. M. W. Turner va pintar el castell de Pevensey.[18]
- Pevensey apareix diverses vegades a Puck of Pook's Hill (1907) de Rudyard Kipling. Els personatges de Kipling la descriuen com "England's Gate", la raó d'això és la història anterior. Kipling vivia a prop de Pevensey a Burwash, i la zona es descriu a la seva autobiografia.
- La caiguda d'Anderitum, ara Pevensey, en els darrers anys de l'ocupació romana apareix a la novel·la de 1875 Anderida: or the Briton and the Saxon, AD CCCCXLI de Thomas Burnside Crowther. Es va inspirar en el relat de la Història de la decadència i caiguda de l'Imperi Romà d'Edward Gibbon.[19]
- Pevensey apareix a The Saxon Shore (1983), un llibre de fotografies de la fotògrafa Fay Godwin.
- Pevensey és l'escenari de parts de la novel·la Thyrza de George Gissing de 1887, amb una descripció especialment fina al capítol XLI, "The Living".
- Robert Sheldon va compondre Pevensey Castle, publicat per C.L. Barnhouse el 1993.
- Pevensey, i en particular Pevensey Bay, apareixen a la novel·la policíaca de 1946 Uneasy Terms de l'autor Peter Cheyney. Al capítol 7, l'heroi, un detectiu privat anomenat Slim Callaghan, surt a passejar a la badia de Pevensey amb la seductora sospitosa d'assassinat, Corinne Alardyse.
- Pevensey Bay va ser el lloc d'aterratge de Gibreel i Saladin Chamcha Farishta a Els versos satànics de Salman Rushdie.[20]
- Pevensey va acollir a Spike Milligan i altres soldats en pràctiques durant la Segona Guerra Mundial i va aparèixer al llibre de Milligan Adolf Hitler: My Part in His Downfall.